# The Incredible Hulk (colonna sonora)
| Recensione     | Giudizio |
| -------------- | -------- |
| Filmtracks     |          |
| Movie Music UK |          |
| Tracksounds    |          |

The Incredible Hulk: Original Soundtrack Recording è la colonna sonora del film L'incredibile Hulk, composta da Craig Armstrong e pubblicata il 13 giugno 2008.

## Descrizione
Armstrong fu la prima scelta del registra Louis Leterrier e questo sorprese la Marvel, non sapendo che si era già occupato delle musiche del film d'azione Kiss of the Dragon (2001). Craig Armstrong era l'arrangiatore dei Massive Attack, un gruppo che il regista Louis Leterrier apprezzava e con il quale collaborò per Danny the Dog (2005). Hulk, insieme a Lanterna Verde, era uno dei fumetti preferiti del musicista quando era bambino, anche se non aveva visto la versione del Golia verde diretta da Ang Lee.
Armstrong iniziò a comporre nella sua casa di Glasgow in Scozia, per tre scene: Hulk e Betty nella caverna, lo scontro tra il gigante Verde e Abominio nelle strade di Harlem, e l'incontro tra Bruce e Betty. La maggior parte della musica fu realizzata in poche settimane a Los Angeles, profondendo un grosso impegno sia per il regista e sia per il compositore. La colonna sonora fu registrata in quattro giorni verso la fine del 2007 in una cappella dell'università di Bastyr, a Kenmore, nello stato di Washington. Pete Lockett suonò gli strumenti etnici delle musiche, che furono registrati a Londra e mixati con l'ausilio dell'orchestra e delle parti elettroniche. La colonna sonora fu inoltre concertata da Matt Dunkley, Tony Blondal, Stephen Coleman, David Butterworth e Kaz Boyle. Leterrier suggerì di far uscire le musiche in due dischi, ma Armstrong la prese come se fosse una battuta. Soltanto nel momento in cui compilò l'album – e lo studio cinematografico si chiese come mai avessero ricevuto un solo disco – si rese conto che facevano sul serio.
Sia Hulk che Abominio vengono caratterizzati da due temi musicali, i quali rappresentano la loro forma umana e la loro mutazione. Il tema musicale del gigante Verde doveva essere iconico e semplice, proprio come Lo squalo (1975), con dei glissando a corda, basati su un Do di basso. Quello di Banner è tragico e include delle parti di The Lonely Man della serie TV curata da Joe Harnell; Armstrong suonò quel pezzo in una sequenza col pianoforte. Blonsky invece, ha un tema cupo, che diventa aggressivo quando si trasforma. L'arrangiatore eseguì il tutto durante il loro combattimento e affermò che le musiche delle scene d'azione, erano simili a quella di una "danza". Nel tema, infine, furono aggiunte melodie a clima d'amore e di suspense.

## Tracce
Disco 1
Musiche di Craig Armstrong.
1. The Arctic – 2:46
2. Main Title – 2:38
3. Rocinha Favela – 3:11
4. A Drop of Blood – 1:35
5. The Flower – 2:49
6. Ross' Team – 1:33
7. Mr. Blue – 1:03
8. Favela Escape – 3:35
9. It Was Banner – 1:31
10. That Is the Target – 5:33
11. Bruce Goes Home – 1:24
12. Ross and Blonsky – 3:15
13. Return to Culver University – 2:38
14. The Lab – 1:16
15. Reunion – 3:37
16. The Data/The Vial – 1:20
17. They're Here – 3:06
18. Give Him Everything You've Got – 6:08
19. Bruce Can't Stay – 1:53
20. First Injection – 1:02
21. Is It Safe? – 1:06
22. Hulk Theme – 3:59

Durata totale: 56:58
Disco 2
1. Saved from the Flames – 0:53
2. Grotto – 2:53
3. Arrival at the Motel – 1:47
4. I Can't – 2:15
5. Abomination Alley – 3:56
6. They Found Bruce – 2:51
7. Bruce Looks for the Data – 1:05
8. Cab Ride in NYC – 1:17
9. The Mirror – 1:17
10. Stern's Lab – 4:16
11. Bruce Darted – 3:00
12. I Want It, I Need It – 1:35
13. Blonsky Transforms – 1:15
14. Bruce Must Do It – 2:11
15. Harlem Brawl – 3:50
16. Are They Dead? – 2:40
17. Hulk Smash – 2:24
18. Hulk and Betty – 1:49
19. A Tear – 1:00
20. Who's We? – 0:55
21. The Necklace – 1:44
22. Bruce and Betty – 5:06
23. Hulk Theme (End Credits) – 3:58

Durata totale: 53:57